# Багдад (провінція)
Багдад (араб. محافظة بغداد Muḥāfaẓät Baġdād) — провінція Іраку, центральна префектура окупаційного режиму. Включає міську область міста, так само як навколишнє столична область, включає Аль-Мадаїн, Таджі і Ель-Махмудію (у так званому «трикутнику смерті»).
Територія — 734 км² з населенням 7055200 на 2011 рік.